# Municipio de Hopewell (Illinois)
El municipio de Hopewell (en inglés: Hopewell Township) es un municipio ubicado en el condado de Marshall en el estado estadounidense de Illinois. En el año 2010 tenía una población de 562 habitantes y una densidad poblacional de 6,01 personas por km².

## Geografía
El municipio de Hopewell se encuentra ubicado en las coordenadas 41°3′29″N 89°19′51″O / 41.05806, -89.33083. Según la Oficina del Censo de los Estados Unidos, el municipio tiene una superficie total de 93.45 km², de la cual 87,51 km² corresponden a tierra firme y (6,36 %) 5,94 km² es agua.

## Demografía
Según el censo de 2010, había 562 personas residiendo en el municipio de Hopewell. La densidad de población era de 6,01 hab./km². De los 562 habitantes, el municipio de Hopewell estaba compuesto por el 98,93 % blancos, el 0,36 % eran asiáticos, el 0,53 % eran de otras razas y el 0,18 % eran de una mezcla de razas. Del total de la población el 1,6 % eran hispanos o latinos de cualquier raza.